# Het Lab
Het Lab is zowel de titel van de in juni 2007 verschenen debuutroman van psycholoog Bas Kok als de titel van een Nederlands wetenschappelijk televisieprogramma dat sinds september 2007 wordt uitgezonden op Nederland 3. De debuutroman van Bas Kok beschrijft een tragische liefdesgeschiedenis tegen het decor van de testpsychologie. In het televisieprogramma voert Mirella van Markus samen met een aantal assistenten experimenten uit. Het programma is ontwikkeld voor de KRO. In totaal zijn er voor het eerste seizoen 9 afleveringen opgenomen.
De uitzendingen zijn begonnen op 11 september 2007, en duren tot kerst 2007. Dit komt doordat er tussendoor een aantal Champions League wedstrijden plaatsvinden, die op hetzelfde tijdstip worden uitgezonden.

## Opnames
Het gehele programma is opgenomen in een van de hallen van de NDSM werf in Amsterdam Noord. Een aantal shots is opgenomen in februari 2007, alle verdere shots zijn opgenomen in augustus van 2007.

## Cast
- Rick Companje
- Edwin van Eersel
- Vincent Fokke
- Francois Geuskens
- Sander van de Graaf
- Mirella van Markus
- Sulay Reval